# داهاو

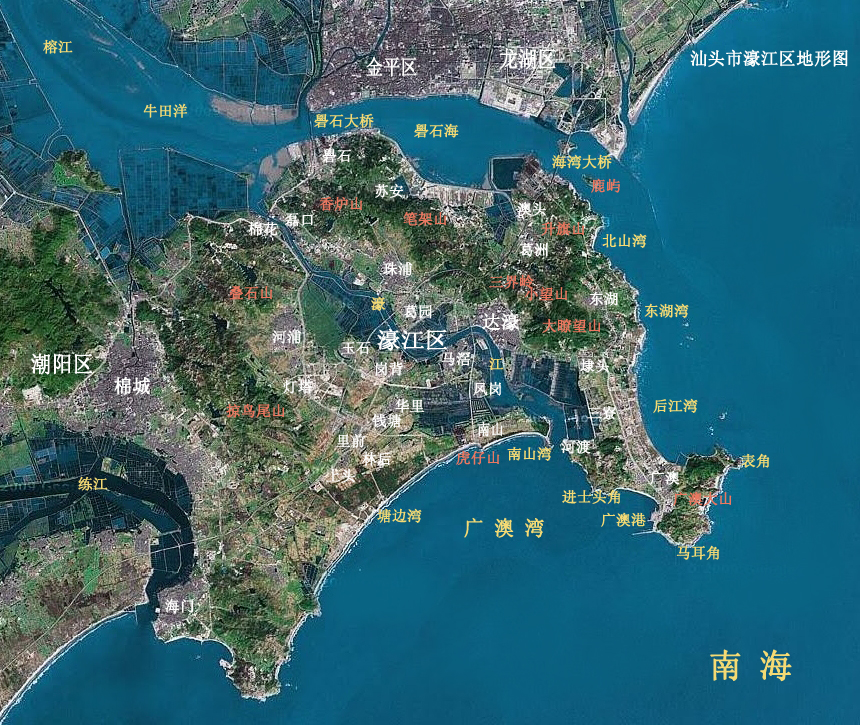
داهاو

داهاو (انگلیسی: Dahao) یک منطقه حومه شهری شانتو در چین است که در امتداد رودخانه هاویانا در قسمت ساحلی شرقی استان گوانگ‌دونگ قرار گرفته‌است. این منطقه از خیابان گوانگ ائو به سمت غرب به اتوبان شنشان امتداد می‌یابد و ساختمان‌های دولتی ناحیه هائوجیانگ را در بر می‌گیرد. جمعیت داهاو تقریباً ۷۳٫۰۰۰ نفر است که تقریباً ۳۰٫۰۰۰ نفر آن چینی‌های خارجی از هنگ کنگ، ماکائو و تایوان هستند.

## تاریخچه
منطقه داهاو اسم خود را از کوه‌های داهاو گرفته‌است. این منطقه در اصل به شهرستان چائویانگ تعلق داشته‌است. در ۱۹۵۸ منطقه داهاو به عنوان حومه شانتو گذاشته شد و نام کمون داهاو را گرفت، در ۱۹۶۱ به شهرستان چائویانگ تعلق داشت ولی در ۱۹۷۴ دوباره به عنوان حومه شانتو گذاشته شد. در ۱۹۸۰ داهاو دوباره نام شهر داهاو را به خود گرفت، شانتو رسماً منطقه داهاو را تأسیس کرد و در ۲۰۰۳ ناحیه هائوجیانگ تأسیس شد و منطقه داهاو به ان ضمیمه گردید.

## آب وهوا
داهاو درست در جنوب مدار رأس‌السرطان واقع شده‌است. یک آب و هوای نیمه گرمسیری مرطوب است، که تحت سیطره باد موسمی فصلی قرار می‌گیرد. در زمستان بادهای شمالی از نقاط مرتفع می‌وزند سرد و خشک هستند، در تابستان باد از جنوب می‌وزد و گرم و مرطوب است و بارانهای سنگین به همراه دارد. میانگین درجه حرارت ۲۲ درجه سانتیگراد است.

## زبان
زبانهایی که بیشتر معمول است، زبان کانتونی معیار و زبان چائوشاری است.

## جاذبه‌های توریستی

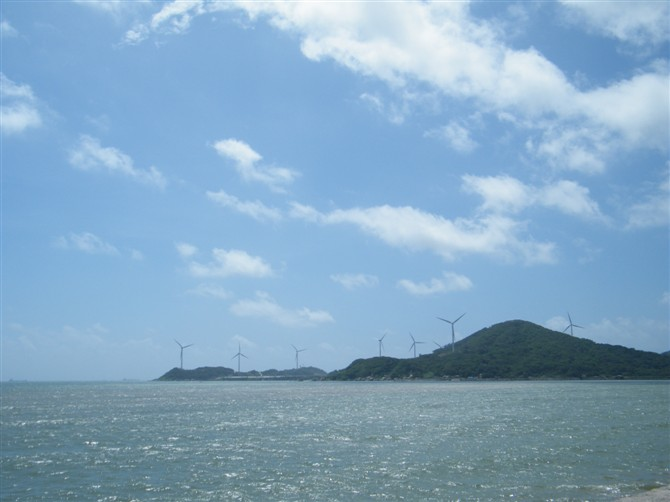
خلیج بیبشان

منابع و جاذبه‌های داهاو عبارتند از: منطقه کینگ یونیان. خلیج بیشان، و بزرگترین قلمرو بیشه‌ای اکولوژیک چین. صومعه کینگ یون و شهر باستانی داهاو در زمان خاندان کینک ساخته شدند.

### خلیج بیبشان
خلیج بیبشان در سال ۱۹۹۳ ساخته شد. خلیج بیشان در شمال شرقی شبه جزیره داهاو واقع شده‌است. وسعتی به اندازه ¼ کیل، متر مربع را می‌پوشاند. توسط کوه‌هایی احاطه شده که در ابتدا به عنوان دیوارهای دفاعی طبیعی عمل می‌کردند. در سال ۱۹۹۳ دولت زیربنای پایه‌ای برای ماهیگیران محلی ایجاد کرد. در سال‌های اخیر، دولت محلی حدود یک میلیون یوان برای تعمیر و ارتقا تجهیزات خلیج بیشان هزینه کرده‌است.

### شهر باستانی داهاو

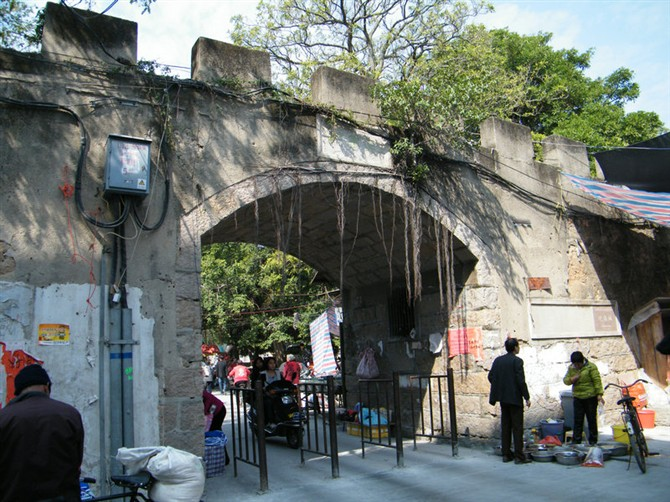
شهر باستانی داهاو

در سال ۲۰۱۰ شهر باستانی داهاو یه عنوان یادگار فرهنگی منطقه‌ای گوانگدونگ برگزیده شد. شهر باستانی ۰٫۰۱۴ کیلومتر مربع را در بر می‌گیرد، و تنها شهر به خوبی حفظ شده در چین است که به زمان دودمان چینگ می‌رسد. در سال ۱۹۳۹ در زمان جنگ جهانی دوم ارتش‌های ژاپنی این منطقه را تصرف کردند. در جنگ داخلی چین شهر باستانی داهاو دژ مستحکم نیروهای حزب کمونیست بود. بعد از ۱۹۵۰ شهر باستانی داهاو بازسازی شد و یک جاذبه توریستی شد.

## غذاهای محلی
قیمه ماهی و کلوچه برنج داهاو محبوب‌ترین غذاهای داهاو است.

### قیمه ماهی داهاو

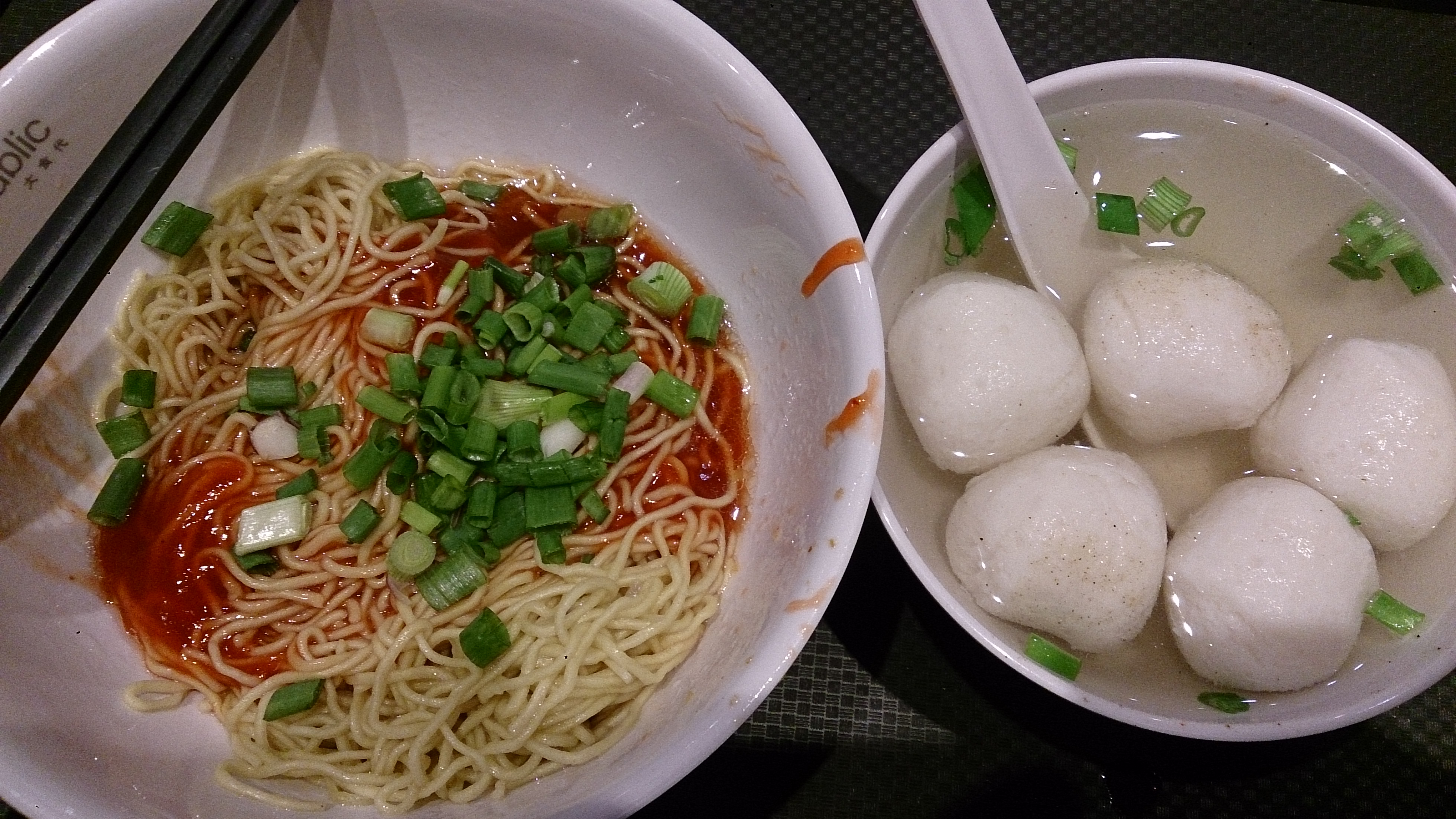
قیمه ماهی

بر طبق رسم و رسوم چین عادت خوردن قیمه ماهی در دوره بهار و پاییز متداول شد. یکی از اساطیر پادشاه چو پینگ وانگ علاقه به خوردن ماهی داشت. با اینحال زمانی که یک استخوان ماهی در گلویش گیر کرد او آشپز را به مرگ محکوم کرد. آشپزهای بسیار دیگری نیز به همین دلیل جان خود را از دست دادند. در نتیجه یک آشپز با سلیقه این ایده را آورد که استخوان از ماهی جدا شده و گوشت کنده شده را به صورت گرد و قیمه درآوردند.

### کلوچه برنج داهاو

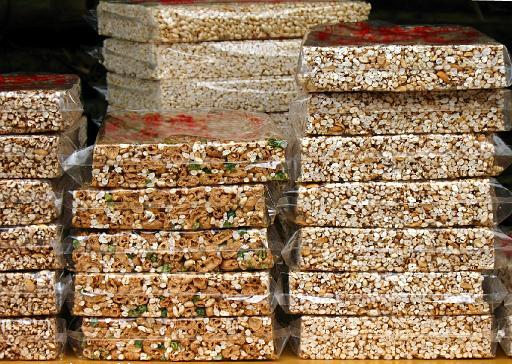
کلوچه برنج

کلوچه برنج داهاو از پنج مواد ساخته می‌شود: بلغور، برنج، شکر، شکر مالت و چربی خوک

## صنایع
در دهه‌های اخیر داهاو به‌طور ویژه حالت شهری یافته‌است و صنعت محلی رونق یافته‌است. صنایع دستی سنتی به پیش رفت. محصولات تولید شده توسط این کارخانه‌ها در نمایشگاه‌های تجارتی و در بیش از ۴۰ کشور، از جمله ژاپن و کشورهایی در اروپا و آسیای جنوب شرقی به فروش می‌رسند.